# Чемпіонат УРСР з футболу
Чемпіонат УРСР з футболу — футбольний турнір, у якому брали участь команди
Української Радянської Соціалістичної Республіки.

## Історія
Українські чемпіонати 1921—1935 та Весняні першості 1936 і 1937 років збирали усі найкращі футбольні сили республіки. Безумовними лідерами того часу були харківські футболісти, конкуренцію яким складали одесити, кияни, дніпропетровці, миколаївці та донбасівці. 
Реформа союзного футболу, здійснена 1936 року, скасувала проведення республіканських чемпіонатів, зробивши їх складовою частиною всесоюзних розіграшів за ліговим принципом. Таким чином українські команди опинились розкиданими у різних дивізіонах радянського футболу, а звання чемпіона України, яким нагороджувались команди нижчих дивізіонів, втратило свій статус на довгі роки. Так, з осені 1936 по 1991 роки чемпіонами УРСР проголошувались команди, які перемагали в першій групі республіканської першості, у класі «Б» союзних змагань, а пізніше — у другій лізі. З 1950 року переможець здобував право виступати в чемпіонаті СРСР серед команд майстрів (клас «Б», пізніше — друга ліга) або грати в перехідному турнірі за право виступати там.
Окремим рядком в цьому часовому проміжку стояли короткотривалі чемпіонати 1941 та 1944 років (друга — під час розіграшу Кубка УРСР), в яких також взяли участь найсильніші на той час республіканські команди.
З 1964 по 1991 роки в УРСР паралельно розігрували два чемпіонських титули: один — серед команд майстрів української зони класу «Б» (з 1970-х— другої ліги), а другий — серед колективів фізичної культури. 
Слід відзначити унікальну класифікацію команд, як команд майстрів і колективів фізичної культури, що було повязано з політично-економічнем устроєм радянських змагань. Професійний спорт у СРСР був поза законом і визнавався як таким, де такий атлет був "екплуатованим" "хижацьким" "буржуазним класом".

## Призери чемпіонатів УРСР
За участі найсильніших збірних та команд республіки
| Сезон  | Чемпіон         | 2-е місце                | 3-є місце                                          | Кількість команд |
| ------ | --------------- | ------------------------ | -------------------------------------------------- | ---------------- |
| 1921   | Харків          | Одеса                    | Миколаїв, Таганрог                                 | 8                |
| 1922   | Харків          | Одеса                    | Київ, Миколаїв                                     | 7                |
| 1923   | Харків          | Донбас-2                 | Донбас-1                                           | 9                |
| 1924   | Харків          | Одеса                    | Донбас                                             | 7                |
| 1927   | Харків          | Миколаїв                 | Одеса                                              | 41               |
| 1928   | Харків          | Горлівка                 | Миколаїв                                           | 25               |
| 1929 д | «Динамо» Харків | «Динамо» Київ            | «Динамо» Сталіно, «Динамо» Дніпропетровськ         | 19               |
| 1931 м | Київ            | Харків                   | Кадіївка, Миколаїв                                 | 8                |
| 1931 д | «Динамо» Київ   | «Динамо» Харків          | «Динамо» Одеса, «Динамо» Сталіно                   | 4                |
| 1932 д | «Динамо» Харків | «Динамо» Київ            | «Динамо» Сталіно                                   | 7                |
| 1932 м | Харків          | Донбас                   | Дніпропетровськ                                    | 7                |
| 1933 д | «Динамо» Київ   | «Динамо» Харків          | «Динамо» Сталіно, «Динамо» Південь                 | 9                |
| 1934 д | «Динамо» Харків | «Динамо» Київ            | «Динамо» Дніпропетровськ, «Динамо» Донбас          | 9                |
| 1934 м | Харків          | Київ                     | Вінниця, Одеса                                     | 8                |
| 1935 д | «Динамо» Київ   | «Динамо» Дніпропетровськ | «Динамо» Харків                                    | 5                |
| 1935 м | Дніпропетровськ | Київ                     | Харків                                             | 5 (21)           |
| 1936   | «Динамо» Київ   | «Динамо» Одеса           | «Локомотив» Київ, завод ім. Леніна Дніпропетровськ | 8                |
| 1937   | «Динамо» Київ   | «Динамо» Одеса           | «Динамо» Харків, «Динамо» Дніпропетровськ          | ?                |
| 1941   | «Спартак» Одеса | «Спартак» Харків         | «Динамо» Київ                                      | 3                |
| 1944   | «Динамо» Київ   | «Локомотив» Харків       | «Динамо» Одеса                                     | 4                |

### Найуспішніші збірні та клуби
| Команда                          | Чемпіон | 2-е місце | 3-є місце | Переможні сезони                                   |
| -------------------------------- | ------- | --------- | --------- | -------------------------------------------------- |
| Харків                           | 8       | 1         | 1         | 1921, 1922, 1923, 1924, 1927, 1928, 1932 м, 1934 м |
| «Динамо» Київ                    | 6       | 3         | 1         | 1931 д, 1933 д, 1935 д, 1936, 1937, 1944           |
| «Динамо» Харків                  | 3       | 2         | 2         | 1929 д, 1932 д, 1934 д                             |
| Київ                             | 1       | 2         | 1         | 1932 м                                             |
| Дніпропетровськ                  | 1       | 0         | 1         | 1935 м                                             |
| «Спартак» Одеса                  | 1       | 0         | 0         | 1941                                               |
| Одеса                            | 0       | 3         | 2         |                                                    |
| Донбас                           | 0       | 2         | 2         |                                                    |
| «Динамо» Одеса                   | 0       | 2         | 2         |                                                    |
| Миколаїв                         | 0       | 1         | 4         |                                                    |
| «Динамо» Дніпропетровськ         | 0       | 1         | 3         |                                                    |
| Горлівка                         | 0       | 1         | 0         |                                                    |
| «Спартак» Харків                 | 0       | 1         | 0         |                                                    |
| «Локомотив» Харків               | 0       | 1         | 0         |                                                    |
| «Динамо» Сталіно                 | 0       | 0         | 4         |                                                    |
| Таганрог                         | 0       | 0         | 1         |                                                    |
| Кадіївка                         | 0       | 0         | 1         |                                                    |
| «Динамо» Південь                 | 0       | 0         | 1         |                                                    |
| «Динамо» Донбас                  | 0       | 0         | 1         |                                                    |
| Вінниця                          | 0       | 0         | 1         |                                                    |
| «Локомотив» Київ                 | 0       | 0         | 1         |                                                    |
| Завод ім. Леніна Дніпропетровськ | 0       | 0         | 1         |                                                    |

## Призери чемпіонатів УРСР нижчих ліг
Без представників команд майстрів вищого дивізіону
| Сезон                         | Чемпіон                              | 2-е місце                                | 3-є місце                                         | Кількість команд             |
| Команди спортивних товариств  | Команди спортивних товариств         | Команди спортивних товариств             | Команди спортивних товариств                      | Команди спортивних товариств |
| ----------------------------- | ------------------------------------ | ---------------------------------------- | ------------------------------------------------- | ---------------------------- |
| 1936                          | Завод ім. Орджонікідзе (Краматорськ) | Завод ім. Петровського (Дніпропетровськ) | УБЧА (Київ)                                       | 6                            |
| 1937                          | «Спартак» (Дніпропетровськ)          | «Зеніт» (Сталіно)                        | «Сталінець» (Харків)                              | 7                            |
| 1938                          | «Дзержинець» (Ворошиловград)         | «Сталь» (Дніпродзержинськ)               | «Динамо» (Миколаїв)                               | 12                           |
| 1939                          | «Локомотив» (Запоріжжя)              | «Харчовик» (Одеса)                       | «Локомотив Півдня» (Харків)                       | 11                           |
| 1940                          | «Локомотив» (Запоріжжя)              | «Авангард» (Краматорськ)                 | «Стахановець» (Орджонікідзе)                      | 8                            |
| 1946                          | «Спартак» (Ужгород)                  | ОБО (Київ)                               | «Дзержинець» (Харків)                             | 36                           |
| 1947                          | «Більшовик» (Мукачево)               | «Авангард» (Краматорськ)                 | «Локомотив» (Київ)                                | 26                           |
| 1948                          | «Торпедо» (Одеса)                    | «Сталь» (Костянтинівка)                  | —                                                 | понад 80                     |
| 1949                          | БО (Київ)                            | «Металург» (Дніпродзержинськ)            | «Металург» (Костянтинівка), «Спартак» (Станіслав) | 91                           |
| 1950                          | «Спартак» (Ужгород)                  | «Трудові резерви» (Ворошиловград)        | БО (Київ)                                         | 40                           |
| 1951                          | БО (Київ)                            | БО (Львів)                               | «Машинобудівник» (Київ)                           | 60                           |
| 1952                          | «Металург» (Запоріжжя)               | «Червоний прапор» (Миколаїв)             | «Іскра» (Мукачеве)                                | 48                           |
| 1953                          | «Спартак» (Ужгород)                  | «Спартак» (Херсон)                       | «Торпедо» (Харків)                                | 30                           |
| 1954                          | «Зеніт» (Київ)                       | «Спартак» (Станіслав)                    | «Будівельник» (Миколаїв)                          | 42                           |
| 1955                          | «Спартак» (Станіслав)                | «Спартак» (Херсон)                       | «Торпедо» (Кіровоград)                            | 48                           |
| 1956                          | «Шахтар» (Кадіївка)                  | «Машинобудівник» (Київ)                  | ОБО (Одеса)                                       | 55                           |
| 1957                          | СКВО (Одеса)                         | «Локомотив» (Артемівськ)                 | «Машинобудівник» (Київ)                           | 56                           |
| 1958                          | «Машинобудівник» (Київ)              | «Металург» (Нікополь)                    | «Нафтовик» (Дрогобич)                             | 80                           |
| 1959                          | «Авангард» (Жовті Води)              | «Торпедо» (Харків) (ХТЗ)                 | СКВО (Одеса)                                      | 80                           |
| Команди майстрів (клас «Б»)   |                                      |                                          |                                                   |                              |
| 1960                          | «Металург» (Запоріжжя)               | «Суднобудівник»                          | «Локомотив» (Вінниця), СКА (Одеса)                | 36                           |
| 1961                          | «Чорноморець» (Одеса)                | СКА (Одеса)                              | «Локомотив» (Вінниця)                             | 37                           |
| 1962                          | «Трудові резерви»                    | «Чорноморець» (Одеса)                    | «Авангард» (Сімферополь)                          | 39                           |
| 1963                          | СКА (Одеса)                          | «Локомотив» (Вінниця)                    | «Азовсталь» (Жданов)                              | 40                           |
| 1964                          | «Локомотив» (Вінниця)                | СКА (Київ)                               | «Полісся» (Житомир)                               | 48                           |
| 1965                          | СКА (Львів)                          | СКА (Київ)                               | «Авангард» (Жовті Води)                           | 49                           |
| 1966                          | «Авангард» (Жовті Води)              | «Динамо» (Хмельницький)                  | «Локомотив» (Херсон)                              | 40                           |
| 1967                          | «Автомобіліст» (Житомир)             | «Хімік» (Сєвєродонецьк)                  | «Дніпро» (Кременчук)                              | 42                           |
| 1968                          | Авангард (Тернопіль)                 | «Буковина»                               | «Шахтар» (Кадіївка)                               | 43                           |
| 1969                          | «Спартак» (Ів.-Франківськ)           | «Шахтар» (Горлівка)                      | «Спартак» (Суми)                                  | 42                           |
| Команди майстрів (Клас «А»)   |                                      |                                          |                                                   |                              |
| 1970                          | «Металург» (Запоріжжя)               | «Таврія»                                 | «Автомобіліст» (Житомир)                          | 22                           |
| Команди майстрів (друга ліга) |                                      |                                          |                                                   |                              |
| 1971                          | «Кривбас»                            | «Суднобудівник»                          | «Автомобіліст» (Житомир)                          | 26                           |
| 1972                          | «Спартак» (Ів.-Франківськ)           | «Говерла»                                | «Таврія»                                          | 24                           |
| 1973                          | «Таврія»                             | «Автомобіліст» (Житомир)                 | «Суднобудівник»                                   | 23                           |
| 1974                          | «Суднобудівник»                      | «Металіст» (Харків)                      | «Кривбас»                                         | 20                           |
| 1975                          | «Кривбас»                            | «Автомобіліст» (Житомир)                 | команда м. Луцьк                                  | 17                           |
| 1976                          | «Кривбас»                            | «Металіст» (Харків)                      | СКА (Одеса)                                       | 20                           |
| 1977                          | СКА (Одеса)                          | СКА (Київ)                               | «Колос» (Нікополь)                                | 23                           |
| 1978                          | «Металіст» (Харків)                  | «Колос» (Нікополь)                       | СКА (Київ)                                        | 23                           |
| 1979                          | «Колос» (Нікополь)                   | СКА (Київ)                               | СКА (Львів)                                       | 24                           |
| 1980                          | СКА (Київ)                           | «Буковина»                               | СКА (Львів)                                       | 23                           |
| 1981                          | «Кривбас»                            | «Нива» (Вінниця)                         | «Авангард» (Ровно)                                | 23                           |
| 1982                          | «Буковина»                           | «Десна» (Чернігів)                       | «Колос» (Павлоград)                               | 24                           |
| 1983                          | СКА (Київ)                           | «Колос» (Павлоград)                      | «Нива» (Вінниця)                                  | 26                           |
| 1984                          | «Нива» (Вінниця)                     | «Колос» (Павлоград)                      | «Суднобудівник»                                   | 26                           |
| 1985                          | «Таврія»                             | «Нива» (Вінниця)                         | «Суднобудівник»                                   | 28                           |
| 1986                          | «Зоря»                               | «Таврія»                                 | СКА (Київ)                                        | 28                           |
| 1987                          | «Таврія»                             | «Нива» (Тернопіль)                       | «Прикарпаття»                                     | 27                           |
| 1988                          | «Буковина»                           | «Ворскла»                                | СКА (Одеса)                                       | 26                           |
| 1989                          | «Волинь» (Луцьк)                     | «Буковина»                               | «Нива» (Тернопіль)                                | 27                           |
| 1990                          | «Торпедо» (Запоріжжя)                | «Суднобудівник»                          | «Авангард» (Рівне)                                | 19                           |
| 1991                          | «Нафтовик» (Охтирка)                 | «Прикарпаття»                            | «Колос» (Нікополь)                                | 26                           |

### Головні (старші) тренери переможців першості УРСР

#### Серед команд спортивних товариств
| - 1948 Олександр Брагін «Торпедо» (Одеса) - 1949 Микола Махиня БО (Київ) - 1950 Василь Радик «Спартак» (Ужгород) - 1951 Микола Махиня БО (Київ) (2-га нагорода) - 1952 Григорій Балаба «Металург» (Запоріжжя) - 1953 Берталон Вейг і Василь Радик «Спартак» (Ужгород) (2-га нагорода для Радика) | - 1954 Йосип Ліфшиць «Зенит» (Київ) - 1955 Олександр Щанов «Спартак» (Станіслав) - 1956 Віктор Пономарьов «Шахтар» (Кадіївка) - 1957 Сергій Шапошников СКА (Одеса) - 1958 Олександр Цаповецький «Машинобудівник» (Київ) - 1959 Матвій Черкаський «Авангард» (Жовті Води) |

#### Серед команд майстрів у всесоюзних змаганнях
| - 1960 Михайло Чуркін «Металург» (Запоріжжя) - 1961 Анатолій Зубрицький «Чорноморець» (Одеса) - 1962 Герман Зонін «Трудові резерви» (Луганськ) - 1963 Віктор Федоров СКА (Одеса) - 1964 Віктор Жилін «Локомотив» (Вінниця) - 1965 Сергій Шапошников СКА (Львів) (2-га нагорода) - 1966 Микола Заворотний «Авангард» (Жовті Води) - 1967 Віктор Жилін «Автомобіліст» (Житомир) (2-га нагорода) - 1968 Віталій Вацкевич «Авангард» (Тернопіль) - 1969 Вадим Кириченко «Спартак» (Ів.-Франківськ) - 1970 Віктор Лукашенко «Металург» (Запоріжжя) - 1971 Микола Фоміних «Кривбас» (Кривий Ріг) - 1972 Віктор Лукашенко «Спартак» (Ів.-Франківськ) (2-га нагорода) - 1973 Олександр Гулевський «Таврія» (Сімферополь) - 1974 Євген Лемешко «Суднобудівник» (Миколаїв) - 1975 Олександр Гулевський «Кривбас» (Кривий Ріг) (2-га нагорода) | - 1976 Олександр Гулевський «Кривбас» (Кривий Ріг) (3-тя нагорода) - 1977 Володимир Шемельов СКА (Одеса) - 1978 Євген Лемешко «Металіст» (Харків) (2-га нагорода) - 1979 Володимир Ємець «Колос» (Нікополь) - 1980 Олексій Мамикін СКА (Київ) - 1981 Валентин Тугарін «Кривбас» (Кривий Ріг) - 1982 Олександр Павленко «Буковина» (Чернівці) - 1983 Віктор Фомін СКА (Київ) - 1984 Юхим Школьников «Нива» (Вінниця) - 1985 Анатолій Коньков «Таврія» (Сімферополь) - 1986 Вадим Добіжа «Зоря» (Луганськ) - 1987 В'ячеслав Соловйов «Таврія» (Сімферополь) - 1988 Юхим Школьников «Буковина» (Чернівці) (2-га нагорода) - 1989 Віталій Кварцяний «Волинь» (Луцьк) - 1990 Євген Лемешко «Торпедо» (Запоріжжя) (3-тя нагорода) - 1991 Валерій Душков «Нафтовик» (Охтирка) |

## Призери чемпіонатів УРСР серед колективів фізкультури
1964 року поновився турнір серед аматорських команд під назвою «Чемпіонат УРСР серез колективів фізичної культури».
| Сезон | Чемпіон                       | 2-е місце                                            | 3-є місце                       | Кількість команд |
| ----- | ----------------------------- | ---------------------------------------------------- | ------------------------------- | ---------------- |
| 1964  | «Енергія» (Нова Каховка)      | «Шахтар» (Красний Луч)                               | ЛВВПУ РА та ВМФ (Львів)         | 26               |
| 1965  | «Металіст» (Севастополь)      | «Автоскло» (Костянтинівка)                           | «Будівельник» (Хуст)            | 28               |
| 1966  | «Металіст» (Севастополь)      | «Колгоспник» (Бучач)                                 | «Авангард» (Крюків/Кременчук)   | 27               |
| 1967  | «Авангард» (Ровеньки)         | «Авангард» (Вільногірськ)                            | «Темп» (Київ)                   | 18               |
| 1968  | «Дружба» (Бучач)              | Горліввуглебуд (рос. Горловуглестрой, ГУС; Горлівка) | «Темп» (Київ)                   | 21               |
| 1969  | «Шахтар» (Кіровка)            | «Маяк» (Харків)                                      | «Метеор» (Запоріжжя)            | 26               |
| 1970  | «Сокіл» (Львів)               | «Авангард» (Орджонікідзе)                            | «Хімік» (Чернігів)              | 41               |
| 1971  | «Шахтар» (Макіївка)           | «Карпати» (Мукачеве)                                 | «Маяк» (Харків)                 | 48               |
| 1972  | «Енергія» (Нова Каховка)      | «Авангард» (Стрий)                                   | «Сокіл» (Львів)                 | 48               |
| 1973  | «Граніт» (Черкаси)            | «Сокіл» (Львів)                                      | «Гірник» (Дніпрорудне)          | 44               |
| 1974  | «Локомотив» (Жданов)          | «Колос» (Нікополь)                                   | «Сокіл» (Львів)                 | 44               |
| 1975  | «Колос» (Нікополь)            | «Металург» (Куп'янськ)                               | «Хімік» (Чернігів)              | 46               |
| 1976  | «Хімік» (Чернігів)            | «Титан» (Армянськ)                                   | «Електрон» (Івано-Франківськ)   | 52               |
| 1977  | «Прилад» (Мукачеве)           | «Титан» (Армянськ)                                   | «Буревісник» (Тернопіль)        | 60               |
| 1978  | «Металург» (Дніпродзержинськ) | «Більшовик» (Київ)                                   | «Океан» (Керч)                  | 59               |
| 1979  | «Шахтар» (Стаханов)           | «Енергія» (Нова Каховка)                             | «Хімік» (Дрогобич)              | 66               |
| 1980  | «Колос» (Павлоград)           | «Енергія» (Нова Каховка)                             | «Нива» (Підгайці)               | 72               |
| 1981  | «Маяк» (Харків)               | «Нива» (Підгайці)                                    | «Рефрижератор» (Фастів)         | 71               |
| 1982  | «Нива» (Бережани)             | «Суворовець» (Ізмаїл)                                | «Схід» (Київ)                   | 49               |
| 1983  | «Динамо» (Ірпінь)             | «Торпедо» (Запоріжжя)                                | «Автомобіліст» (Львів)          | 49               |
| 1984  | «Торпедо» (Запоріжжя)         |                                                      |                                 | 49               |
| 1985  | «Нафтовик» (Охтирка)          | «Спартак» (Самбір)                                   | «Ворскла» (Полтава)             | 47               |
| 1986  | «Ворскла» (Полтава)           | «Металург» (Куп'янськ)                               | «Спартак» (Самбір)              | 53               |
| 1987  | «Дніпро» (Геронимівка)        | «Кремінь» (Кременчук)                                | «Металург» (Куп'янськ)          | 54               |
| 1988  | «Кремінь» (Кременчук)         | «Стахановець» (Стаханов)                             | «Динамо» (Одеса)                | 66               |
| 1989  | СКА (Київ)                    | «Маяк» (Очаків)                                      | «Цукровик» (Чортків)            | 77               |
| 1990  | «Автомобіліст» (Суми)         | «Маяк» (Очаків)                                      | «Сталь» (Комунарськ)            | 96               |
| 1991  | «Новатор» (Маріуполь)         | «Кристал» (Чортків)                                  | «Поліграфтехніка» (Олександрія) | 95               |